# محو الأمية الثقافية
محو الأمية الثقافية هي مصطلح ابتكره التربوي والناقد الأمريكي إي. د. هيرش، ويشير إلى القدرة على فهم والمشاركة بطلاقة في ثقافة معينة. تعتبر محو الأمية الثقافية مجازاً للثقافة الحرفية (القدرة على قراءة وكتابة الحروف). القارئ المتثقف يعرف أبجدية اللغة الهدف، وقواعدها اللغوية، ومجموعة كافية من المفردات، والشخص المثقف ثقافياً يعرف علامات ورموز ثقافته المعينة، بما في ذلك لغتها ولهجتها الخاصة، وقصصها، ووسائل الترفيه، والتعابير الاصطلاحية، والسمات الخاصة بها، وما إلى ذلك. يستطيع الشخص المثقف ثقافياً التحدث مع الآخرين في تلك الثقافة وفهمهم بطلاقة.

## أسباب
أطفال ثقافة معينة عادةً ما يصبحون ذوي محو الثقافة المثقفة من خلال عملية التأصيل الثقافي. يبدو أن التأصيل الثقافي يحدث بشكل طبيعي، حيث يتداخل مع التعليم واللعب وعلاقات العائلة والصداقات، وما إلى ذلك. يُعتبر تأثير الثقافة الأصلية هو سبب للتحول إلى الثقافة المثقفة، وهو سؤال أكثر صعوبة عند النظر في عملية تأثير الهجرة والأشخاص الأجانب والأقليات الثقافية والغرباء والضيوف، وما إلى ذلك.
المثقفون ثقافيًا في ثقافة معينة يبدو أنهم ينشأون مع مرور الوقت مع التعرض المستمر لتلك الثقافة والمشاركة فيها، خاصة في المراكز الثقافية الرئيسية مثل الأعمال التجارية والقصة والفنون والتعليم والتاريخ والدين والعائلة. يمكن للفرد أن يصبح مثقفًا لثقافة شفهية (بدون لغة مكتوبة أو وسائط مسجلة) فقط من خلال المحادثات الممتدة. وبشكل بديل، يمكن للشخص أن يصبح مثقفًا لثقافة مكتوبة من خلال المحادثات بالإضافة إلى قراءة كتب ذات صلة ثقافيًا أو التعرض للأفلام والمسرحيات والمعالم والبرامج التلفزيونية ذات الصلة ثقافيًا، وما إلى ذلك.
الثقافة الغربية عمومًا والثقافة الأنجلو-أمريكية خصوصًا تعتبر ثقافة قائمة على الكتب. غالبًا ما تتعامل مع الإشارات إلى الكتاب المقدس المسيحي، وأعمال اللغة الإنجليزية الحديثة المؤثرة مثل أعمال ويليام شكسبير، وكتاب الصلاة المشتركة لتوماس كرانمر، وشعر جيفري شوسر، والعديد من الأعمال الأخرى. معرفة هذه الكتب (بين كتب أخرى) تسهم كثيرًا في الثقافة اللغوية في الغرب. ومع ذلك، تعتبر أيضًا التعرض للفن والتاريخ وتجربة أفراد تلك الثقافة أمورًا أساسية.

## مثال
على سبيل المثال، في عام 1908 كتب الكاتب البريطاني جي. كي. تشسترتون: "الثقة الكاملة بالنفس هي ضعف... الرجل الذي يمتلك الثقة بالنفس لديه 'هانويل' مكتوبة على وجهه بوضوح تمامًا كما هو مكتوب على تلك العربة". قد يكون هذا البيان، خاصةً الجزء الثاني، غامضًا بالنسبة لقارئ من خارج المملكة المتحدة، الذي لا يعرف أن "omnibus" هي كلمة بريطانية أقل شيوعًا لكلمة "bus" وأن "هانويل" كان اسمًا لمستشفى للأمراض العقلية (الذي أغلق الآن).

## عواقب
تُثار جدل حول فوائد وتأثيرات الثقافة والتأدب. على سبيل المثال، يزيد الانتقال الاجتماعي عندما يكون الشخص قادرًا على المشاركة براحة في المحادثات مع البوابين مثل أرباب العمل والمعلمين. قد يتعرض أعضاء غير أصليين في ثقافة ما، مثل المبشرين في أرض أجنبية أو اللاجئين من أرض أصلية، لعواقب سلبية بسبب عدم الثقافة. ومع ذلك، قد يظهر تحقيق الثقافة والتأدب على أنه يأتي بتكلفة لثقافتهم الأصلية.

## أبحاث وأسئلة
أثارت مناقشات محو الأمية الثقافية عدة أسئلة مثيرة للجدل:
- سؤال الأدب: ما مدى أهمية الكتب لمحو الأمية الثقافية في الغرب؟ وأي كتب؟
- سؤال المحتوى: ما هي أنواع المعرفة المهمة لمحو الأمية الثقافية ؟ معرفة مثل هذه الحقائق أو الأسماء أو التواريخ أو التجارب الأثيرية مثل سماع مثل هذه الأغنية ؟
- سؤال الأقلية: هل محو الأمية الثقافية جزء من هيمنة الثقافة المهيمنة ؟
- السؤال متعدد الثقافات: ما هي الثقافة التي نتحدث عنها عندما نقول محو الأمية «الثقافية» ؟ هل يجب أن نتحدث عن واحد أو عدة، وأي واحد؟
- سؤال التعليم: هل ينبغي أن يكون النهوض بمحو الأمية الثقافية أحد أهداف التعليم ؟ إذا كان الأمر كذلك، فما هي أفضل وسيلة للقيام بذلك ؟
- سؤال التقييم: كيف نقيم محو الأمية الثقافية ؟ هل هناك أفضل طريقة لاختبار محو الأمية الثقافية لشخص ما ؟